# Eumorphobotys obscuralis
Eumorphobotys obscuralis là một loài bướm đêm trong họ Crambidae.